# Tenimyu
The Prince of Tennis Musical, viết tắt là Tenimyu hay GekiPuri (Stage Prince), là một loạt nhạc kịch dựa theo bộ manga/anime nổi tiếng The Prince of Tennis của tác giả Takeshi Konomi. Phần đầu tiên được trình diễn là vào Tuần lễ vàng năm 2003 tại Nhật và nó nhanh chóng được các fan yêu thích và hâm mộ. điều này đã cổ vũ nhà sản xuất - Marvelous Entertainment tiếp tục làm các vở nhạc kịch tiếp theo thuộc series này. mỗi một vở kịch là một sự kiện nổi bật trong manga. Tuy nhiên so với manga gốc, ở musical cũng có một chút thay đổi để phù hợp hơn với sân khấu: các nhân vật nữ không hiện diện trong musical, một số cảnh không quan trọng cũng đã được cắt đi.

## Lịch trình diễn
Có thể chi ra làm ba loại:
- nhạc kịch mô tả một sự kiện nổi bật theo cốt truyện
- live concert (dream live): có thể gọi là show giao lưu giữa nhân vật trong Seigaku và khán giả, xen lẫn những màn châm biếm trào phúng
- những vở nhạc kịch làm lại đặc biệt nhân dịp nào đó (thường là giáng sinh, năm mới)

Show diễn tốt nghiệp là show diễn cuối cùng của một dàn diễn viên hay một diễn viên nào đó đóng vai các thành viên trong Seigaku trước khi chuyển giao vai diễn cho người khác.
| Năm       | Tên                                                                                     | Thông tin |
| --------- | --------------------------------------------------------------------------------------- | --- |
| 2003      | Musical Tennis no Ohjisama                                                              | Bắt đầu từ khi Echizen Ryoma xuất hiện đến khi kết thúc trận đấu xác định thành viên chính thức của Seigaku - Diễn ra lần đầu tiên từ 30 tháng 4 đến 5 tháng 5 năm 2003 tại Tokyo Metropolitan Art Space. - lần thứ 2 từ 7 tháng 8 đến 13 tháng 8 năm 2003 |
| 2003-2004 | Musical Tennis no Ohjisama - Remarkable 1st Match Fudomine                              | Mô tả lại trận đấu giữa Seigaku và trường Fudomine. - Diễn ra từ 30 tháng 12 năm 2003 đến 5 tháng 1 năm 2004 |
| 2004      | Musical Tennis no Ohjisama - Dream Live 1st                                             | live concert đầu tiên, hát lại những bài hát trong hai musical trước, có sự tham gia của Ibu Shinji bên Fudomine. Buổi ra mắt lần đầu tiên của Endo Yuya trong vai Ryoma. - Diễn ra vào ngày 13 tháng 6 năm 2004 tại Tokyo Taiikukan. |
| 2004      | Musical Tennis no Ohjisama - More Than Limit St. Rudolph Gakuen                         | Mô tả lại trận đấu giữa Seigaku và trường St. Rudolph. - Diễn ra từ 29 tháng 7 đến 8 tháng 8 năm 2004 và từ 11 tháng 8 đến 15 tháng 8 năm 2004 |
| 2004      | Musical Tennis no Ohjisama - in winter 2004-2005 side Fudomine ~special match~          | diễn lại vở "Remarkable 1st Match Fudomine". Show tốt nghiệp của dàn diễn Tenimyu đầu tiên. - Diễn ra từ 29 tháng 12 năm 2004 đến 2 tháng 1 năm 2005 tại Tokyo Geijutsu Gekijo. |
| 2004-2005 | Musical Tennis no Ohjisama - in winter 2004-2005 side Yamabuki feat. St. Rudolph Gakuen | Mô tả lại trận đấu giữa Seigaku và trường Yamabuki, có thêm các thành viên của St. Rudolph. Buổi ra mắt đầu tiên của dàn diễn Tenimyu thứ hai. - Diễn ra từ 8 tháng 1 đến 10 tháng 1 năm 2005 tại Osaka và từ 20 tháng 1 đến 23 tháng 1 năm 2005 tại Tokyo Mielparqu Hall. |
| 2005      | Musical Tennis no Ohjisama - Dream Live 2nd                                             | live concert thứ hai,hát lại những bài hát trong các musical trước đó có sự tham gia của một số thành viên trường Fudomine, St. Rudolph và Yamabuki. Show diễn tốt nghiệp của diễn viên Endo Yuya. - Diễn ra vào ngày 4 tháng 5 năm 2005 tại Tokyo Bay NK Hall |
| 2005      | Musical Tennis no Ohjisama - The Imperial Match Hyoutei Gakuen                          | Mô tả lại trận đấu giữa Seigaku và trường Hyotei Gakuen, có sự tham gia của một số thành viên của trường St. Rudolph và Yamabuki. - Diễn ra từ 8 tháng 8 đến 14 tháng 8 năm 2005 và từ 17 tháng 8 đến 20 tháng 8 năm 2005 |
| 2005-2006 | Musical Tennis no Ohjisama - The Imperial Match Hyoutei Gakuen in winter 2005-2006      | diễn lại vở "The Imperial Match Hyotei Gakuencó sự tham gia của một số thành viên trường Fudomine, St. Rudolph và Yamabuki. - Diễn ra từ ngày 19 tháng 12 đến 25 tháng 12 năm 2005 và từ 28 tháng 12 năm 2005 đến 2 tháng 1 năm 2006. |
| 2006      | Musical Tennis no Ohjisama - Dream Live 3rd                                             | live concert thứ 3, hát lại những bài hát trong "The Imperial Match Hyotei Gakuen" và "The Imperial Match Hyotei Gakuen in winter" với sự tham gia của mọi thành viên trong trường Hyotei. Show tốt nghiệp của dàn diễn tenimyu thứ 2 ngoại trừ Aiba Hiroki. - Diễn ra trong hai ngày 28 và 29 tháng 3 năm 2006 tại Zepp Tokyo.                                               |
| 2006      | Musical Tennis no Ohjisama - Advancement Match Rokkaku feat. Hyotei Gakuen              | Mô tả lại trận đấu giữa Seigaku và trường Rokkaku, có sự tham gia của mọi thành viên trong trường Hyotei. Kujirai Kousuke trở lại diễn Kaidoh Kaoru. Buổi ra mắt đầu tiên của dàn diễn Tenimyu thứ ba - Diễn ra từ ngày 3 tháng 8 đến 13 tháng 8 năm 2006 tại Tokyo, từ 17 tháng 8 đến 19 tháng 8 tại Osaka và từ 23 tháng 8 đến 25 tháng 8 tại Meitetsu Theater Hall, Nagoya |
| 2006-2007 | Musical Tennis no Ohjisama - Absolute King Rikkai feat. Rokkaku ~ First Service         | Theo thông báo sẽ là trận đấu giữa Seigaku và trường Rikkai Daigaku Fuzoku có sự tham gia của một số thành viên trong trường Rokkaku - Dự kiến sẽ diễn ra từ 13 tháng 12 đến 25 tháng 12 năm 2006 tại Tokyo và từ 28 tháng 12 năm 2006 đến 8 tháng 1 năm 2007 tại Osaka. |

## Danh sách những bài hát được sử dụng trong Tenimyu
Xin xem phần Nhạc trong tenimyu

## Diễn viên

### Musical Tennis no Ohjisama
- Musical Tennis no Ohjisama

Trong đợt diễn mùa hè (từ 7 tháng 8 đến 15 tháng 8 năm 2003), vai diễn Kikumaru Eiji và Kawamura Takashi lần lượt được thay bằng Nagayama Takashi và Morimoto Ryoji
Yanagi Kotaroh trong vai Echizen Ryoma
Takigawa Eiji trong vai Tezuka Kunimitsu
Tsuchiya Yuichi trong vai Oishi Shuichiro
Kimeru trong vai Fuji Syuusuke
Ichitaro Yamazaki trong vai Kikumaru Eiji
Abe Yoshitsugu trong vai Kawamura Takashi
Aoyama Sota trong vai Inui Sadaharu
Moriyama Eiji trong vai Momoshiro Takeshi
Gomoto Naoya trong vai Kaidoh Kaoru
Ishibashi Yusuke trong vai Horio Satoshi
Toyonaga Toshiyuki trong vai Kachiro Kato
Hotta Masaru trong vai Mizuno Katsuo
Ueshima Yukio trong vai Echizen Nanjiroh
Morikawa Jiro trong vai Arai Masashi
Kamai Terumichi trong vai Ikeda Masaya
Osanai Masaki trong vai Hayashi Daisuke
Katsuo trong vai Sasabe

### Remarkable 1st Match Fudomine
- Musical Tennis no Ohjisama - Remarkable 1st Match Fudomine

Theo đúng như ban đầu, Yanagi Kotaroh trong vai Echizen Ryoma, Kimeru trong vai Fuji Syuusuke và Nagayama Takashi trong vai Kikumaru Eiji. Nhưng vài ngày trước khi vở nhạc kịch ra mắt, Yanagi bị tai nạn xe hơi và phải nằm viện. Kimeru đã thay thế cậu diễn Echizen, Nagayama diễn vai Fuji, và Ichitaro trong vai Kikumaru.
Kimeru trong vai Echizen Ryoma
Takigawa Eiji trong vai Tezuka Kunimitsu
Tsuchiya Yuichi trong vai Oishi Shuichiro
Nagayama Takashi trong vai Fuji Syuusuke
Ichitaro Yamazaki trong vai Kikumaru Eiji
Abe Yoshitsugu trong vai Kawamura Takashi
Aoyama Sota trong vai Inui Sadaharu
Moriyama Eiji trong vai Momoshiro Takeshi
Gomoto Naoya trong vai Kaidoh Kaoru
Ishibashi Yusuke trong vai Horio Satoshi
Toyonaga Toshiyuki trong vai Kachiro Kato
Hotta Masaru trong vai Mizuno Katsuo
Ueshima Yukio trong vai Echizen Nanjiroh
Sugawara Takuma trong vai Tachibana Kippei
Konishi Hiroki trong vai Ibu Shinji
Yasuyuki Matsui trong vai Kamio Akira
Miyano Mamoru trong vai Ishida Tetsu
Takagi Shun trong vai Sakurai Masaya

### Dream Live 1st
- Musical Tennis no Ohjisama - Dream Live 1st

Endo Yuya trong vai Echizen Ryoma
Takigawa Eiji trong vai Tezuka Kunimitsu
Tsuchiya Yuichi trong vai Oishi Shuichiro
Kimeru trong vai Fuji Syuusuke
Nagayama Takashi trong vai Kikumaru Eiji
Abe Yoshitsugu trong vai Kawamura Takashi
Aoyama Sota trong vai Inui Sadaharu
Moriyama Eiji trong vai Momoshiro Takeshi
Gomoto Naoya trong vai Kaidoh Kaoru
Ishibashi Yusuke trong vai Horio Satoshi
Toyonaga Toshiyuki trong vai Kachiro Kato
Hotta Masaru trong vai Mizuno Katsuo
Ueshima Yukio trong vai Echizen Nanjiroh
Konishi Hiroki trong vai Ibu Shinji

### More Than Limit St. Rudolph Gakuen
- Musical Tennis no Ohjisama - More Than Limit St. Rudolph Gakuen

Endo Yuya trong vai Echizen Ryoma
Ohkuchi Kengo trong vai Tezuka Kunimitsu
Tsuchiya Yuichi trong vai Oishi Shuichiro
Kimeru trong vai Fuji Syuusuke
Nagayama Takashi trong vai Kikumaru Eiji
Kitamura Eiki trong vai Kawamura Takashi
Aoyama Sota trong vai Inui Sadaharu
Moriyama Eiji trong vai Momoshiro Takeshi
Gomoto Naoya trong vai Kaidoh Kaoru
Ishibashi Yusuke trong vai Horio Satoshi
Toyonaga Toshiyuki trong vai Kachiro Kato
Hotta Masaru trong vai Mizuno Katsuo
Ueshima Yukio trong vai Echizen Nanjiroh
Shiozawa Hidemasa trong vai Mizuki Hajime
KENN trong vai Fuji Yuuta
Aoki Kenji trong vai Akazawa Yoshirou
Shinoda Mitsuyoshi trong vai Yanagisawa Shinya
Kato Ryosuke trong vai Kisarazu Atsushi
Ohtake Yuki trong vai Kaneda Ichirou

### In Winter 2004-2005 Side Fudomine ~Special Match~
- Musical Tennis no Ohjisama - in winter 2004-2005 Side Fudomine ~Special Match~

Yanagi và Endo cùng diễn vai Echizen, Endo diễn những cảnh nhảy còn Yanaji diễn những phần còn lại.
Yanagi Kotaroh trong vai Echizen Ryoma
Endo Yuya trong vai Echizen Ryoma
Takigawa Eiji trong vai Tezuka Kunimitsu
Tsuchiya Yuichi trong vai Oishi Shuichiro
Kimeru trong vai Fuji Syuusuke
Nagayama Takashi trong vai Kikumaru Eiji
Abe Yoshitsugu trong vai Kawamura Takashi
Aoyama Sota trong vai Inui Sadaharu
Moriyama Eiji trong vai Momoshiro Takeshi
Gomoto Naoya trong vai Kaidoh Kaoru
Ishibashi Yusuke trong vai Horio Satoshi
Toyonaga Toshiyuki trong vai Kachiro Kato
Hotta Masaru trong vai Mizuno Katsuo
Ueshima Yukio trong vai Echizen Nanjiroh
YOH trong vai Tachibana Kippei
Konishi Hiroki trong vai Shinji Ibu
Fujiwara Yuki trong vai Kamio Akira
Miyano Mamoru trong vai Ishida Tetsu
Takagi Shun trong vai Sakurai Masaya

### Side Yamabuki Feat. St. Rudolph Gakuen
- Musical Tennis no Ohjisama - in winter 2004-2005 side Yamabuki feat. St. Rudolph Gakuen

Endo Yuya trong vai Echizen Ryoma
Shirota Yuu trong vai Tezuka Kunimitsu
Suzuki Hiroki trong vai Oishi Shuichiro
Aiba Hiroki trong vai Fuji Syuusuke
Adachi Osamu trong vai Kikumaru Eiji
Kotani Yoshikazu trong vai Kawamura Takashi
Araki Hirofumi trong vai Inui Sadaharu
Kaji Masaki trong vai Momoshiro Takeshi
Kujirai Kousuke trong vai Kaidoh Kaoru
Ishibashi Yusuke trong vai Horio Satoshi
Toyonaga Toshiyuki trong vai Kachiro Kato
Hotta Masaru trong vai Mizuno Katsuo
Ueshima Yukio trong vai Echizen Nanjiroh
JURI trong vai Akutsu Jin
Kawakubo Yuki trong vai Dan Taichi
Wada Masato trong vai Sengoku Kiyosumi
Yazaki Hiroshi trong vai Minami Kentarou
Hayashi Iori trong vai Higashikata Masami
Yanagisawa Takahiko trong vai Toji Muromachi
KENN trong vai Fuji Yuuta
Aoki Kenji trong vai Akazawa Yoshirou
Shinoda Mitsuyoshi trong vai Yanagisawa Shinya
Kato Ryosuke trong vai Kisarazu Atsushi
Ohtake Yuki trong vai Kaneda Ichirou

### Dream Live 2nd
- Musical Tennis no Ohjisama - Dream Live 2nd

lại một lần nữa, Yanagi và Endo cùng diễn vai Echizen, nhưng trong Dream Live 2nd, Endo diễn hầu hết toàn bộ show còn Yanaji chỉ diễn những cảnh chỉ có diễn xuất mà không hát hay nhảy gì cả
Endo Yuya trong vai Echizen Ryoma
Yanagi Kotaroh trong vai Echizen Ryoma
Shirota Yuu trong vai Tezuka Kunimitsu
Suzuki Hiroki trong vai Oishi Shuichiro
Aiba Hiroki trong vai Fuji Syuusuke
Adachi Osamu trong vai Kikumaru Eiji
Kotani Yoshikazu trong vai Kawamura Takashi
Araki Hirofumi trong vai Inui Sadaharu
Kaji Masaki trong vai Momoshiro Takeshi
Kujirai Kousuke trong vai Kaidoh Kaoru
Ishibashi Yusuke trong vai Horio Satoshi
Toyonaga Toshiyuki trong vai Kachiro Kato
Hotta Masaru trong vai Mizuno Katsuo
Ueshima Yukio trong vai Echizen Nanjiroh
YOH trong vai Tachibana Kippei
Fujiwara Yuki trong vai Kamio Akira
Miyano Mamoru trong vai Ishida Tetsu
Takagi Shun trong vai Sakurai Masaya
Shiozawa Hidemasa trong vai Mizuki Hajime
KENN trong vai Fuji Yuuta
Aoki Kenji trong vai Akazawa Yoshirou
Kato Ryosuke trong vai Kisarazu Atsushi
Ohtake Yuki trong vai Kaneda Ichirou
JURI trong vai Akutsu Jin
Kawakubo Yuki trong vai Dan Taichi
Wada Masato trong vai Sengoku Kiyosumi
Yazaki Hiroshi trong vai Minami Kentarou
Hayashi Iori trong vai Higashikata Masami
Yanagisawa Takahiko trong vai Toji Muromachi

### The Imperial Match Hyoutei Gakuen
- Musical Tennis no Ohjisama - The Imperial Match Hyoutei Gakuen

Yanagi Kotaroh trong vai Echizen Ryoma
Shirota Yuu trong vai Tezuka Kunimitsu
Suzuki Hiroki trong vai Oishi Shuichiro
Aiba Hiroki trong vai Fuji Syuusuke
Adachi Osamu trong vai Kikumaru Eiji
Kotani Yoshikazu trong vai Kawamura Takashi
Araki Hirofumi trong vai Inui Sadaharu
Kaji Masaki trong vai Momoshiro Takeshi
Kujirai Kousuke trong vai Kaidoh Kaoru
Ishibashi Yusuke trong vai Horio Satoshi
Toyonaga Toshiyuki trong vai Kachiro Kato
Hotta Masaru trong vai Mizuno Katsuo
Kato Kazuki trong vai Atobe Keigo
Washimi Ryo trong vai Kabaji Munehiro 
Saito Takumi trong vai Oshitari Yuushi
Aoyagi Ruito trong vai Mukahi Gakuto
Kamakari Kenta trong vai Shishido Ryoh
Date Koji trong vai Chotaroh Ootori  
Takuya trong vai Akutagawa Jirou
Kawaai Ryunosuke trong vai Hiyoshi Wakashi 
Shiozawa Hidemasa trong vai Mizuki Hajime
KENN trong vai Fuji Yuuta
Shinoda Mitsuyoshi trong vai Yanagisawa Shinya
JURI trong vai Akutsu Jin
Kawakubo Yuki trong vai Dan Taichi
Wada Masato trong vai Sengoku Kiyosumi

### The Imperial Match Hyoutei Gakuen in Winter
- Musical Tennis no Ohjisama - The Imperial Match Hyoutei Gakuen in winter 2005-2006

Yanagi Kotaroh trong vai Echizen Ryoma
Shirota Yuu trong vai Tezuka Kunimitsu
Suzuki Hiroki trong vai Oishi Shuichiro
Aiba Hiroki trong vai Fuji Syuusuke
Adachi Osamu trong vai Kikumaru Eiji
Kotani Yoshikazu trong vai Kawamura Takashi
Araki Hirofumi trong vai Inui Sadaharu
Kaji Masaki trong vai Momoshiro Takeshi
Kujirai Kousuke trong vai Kaidoh Kaoru
Ishibashi Yusuke trong vai Horio Satoshi
Toyonaga Toshiyuki trong vai Kachiro Kato
Hotta Masaru trong vai Mizuno Katsuo
Kato Kazuki trong vai Atobe Keigo
Washimi Ryo trong vai Kabaji Munehiro
Saito Takumi trong vai Oshitari Yuushi
Aoyagi Ruito trong vai Mukahi Gakuto
Kamakari Kenta trong vai Shishido Ryoh
Date Koji trong vai Chotaroh Ootori
Takuya trong vai Akutagawa Jirou
Kawaai Ryunosuke trong vai Hiyoshi Wakashi
Shiozawa Hidemasa trong vai Mizuki Hajime
KENN trong vai Fuji Yuuta
Aoki Kenji trong vai Akazawa Yoshirou
Shinoda Mitsuyoshi trong vai Yanagisawa Shinya
JURI trong vai Akutsu Jin
Kawakubo Yuki trong vai Dan Taichi
Wada Masato trong vai Sengoku Kiyosumi
Yazaki Hiroshi trong vai Minami Kentarou
Hayashi Iori trong vai Higashikata Masami

### Dream Live 3rd
- Musical Tennis no Ohjisama - Dream Live 3rd

Yanagi Kotaroh trong vai Echizen Ryoma
Shirota Yuu trong vai Tezuka Kunimitsu
Suzuki Hiroki trong vai Oishi Shuichiro
Aiba Hiroki trong vai Fuji Syuusuke
Adachi Osamu trong vai Kikumaru Eiji
Kotani Yoshikazu trong vai Kawamura Takashi
Araki Hirofumi trong vai Inui Sadaharu
Kaji Masaki trong vai Momoshiro Takeshi
Kujirai Kousuke trong vai Kaidoh Kaoru
Ishibashi Yusuke trong vai Horio Satoshi
Toyonaga Toshiyuki trong vai Kachiro Kato
Hotta Masaru trong vai Mizuno Katsuo
Kato Kazuki trong vai Atobe Keigo
Washimi Ryo trong vai Kabaji Munehiro
Saito Takumi trong vai Oshitari Yuushi
Aoyagi Ruito trong vai Mukahi Gakuto
Kamakari Kenta trong vai Shishido Ryoh
Date Koji trong vai Chotaroh Ootori
Takuya trong vai Akutagawa Jirou
Kawaai Ryunosuke trong vai Hiyoshi Wakashi

### Advancement Match Rokkaku feat. Hyotei Gakuen
- Musical Tennis no Ohjisama - Advancement Match Rokkaku feat. Hyotei Gakuen

Vai diễn Kaidoh Kaoru trong phần này vốn do Tazaki Takahiro đảm nhận, nhưng vì Tazaki rút lui nên Kujirai Kousuke (đã tốt nghiệp) đã quay lại đảm nhận vai Kaidoh
Sakurada Dori trong vai Echizen Ryoma
Minami Keisuke trong vai Tezuka Kunimitsu
Takiguchi Yukihiro trong vai Oishi Shuichiro
Aiba Hiroki trong vai Fuji Syuusuke
Seto Kouji trong vai Kikumaru Eiji
Watanabe Kouji trong vai Kawamura Takashi
Nakayama Masei trong vai Inui Sadaharu
Shinpei Takagi trong vai Momoshiro Takeshi
Kujirai Kousuke trong vai Kaidoh Kaoru
Hara Masaki trong vai Horio Satoshi
Mori Yuya trong vai Kachiro Kato
Okamoto Yuki trong vai Mizuno Katsuo
Kawahara Kazuma trong vai Kentaro Aoi
Irei Kanata trong vai Saeki Kojiro
Kato Ryosuke trong vai Kisarazu Ryoh
IRE trong vai Amane Hikaru
Shindo Gaku trong vai Kurobane Harukaze
Ikegami Shoma trong vai Itsuki Marhiko
Kato Kazuki trong vai Atobe Keigo
Washimi Ryo trong vai Kabaji Munehiro
Saito Takumi trong vai Yuushi Oshitari
Aoyagi Ruito trong vai Mukahi Gakuto
Kamakari Kenta trong vai Shishido Ryoh
Date Koji trong vai Chotaroh Ootori
Takuya trong vai Akutagawa Jirou
Kawaai Ryunosuke trong vai Hiyoshi Wakashi

### Absolute King Rikkai feat. Rokkaku
- Musical Tennis no Ohjisama - Absolute King Rikkai feat. Rokkaku

Các vai diễn Kaidoh Kaoru, Kachiro Kato, và Mizuno Katsuo được thay bằng diễn viên mới
Sakurada Dori trong vai Echizen Ryoma
Minami Keisuke trong vai Tezuka Kunimitsu
Takiguchi Yukihiro trong vai Oishi Shuichiro
Aiba Hiroki trong vai Fuji Syuusuke
Seto Kouji trong vai Kikumaru Eiji
Watanabe Kouji trong vai Kawamura Takashi
Nakayama Masei trong vai Inui Sadaharu
Shinpei Takagi trong vai Momoshiro Takeshi
Yanagishita Tomo trong vai Kaidoh Kaoru
Hara Masaki trong vai Horio Satoshi
Mori Yuya trong vai Kachiro Kato
Eguchi Kouichi trong vai Mizuno Katsuo
Yagami Ren trong vai Yukimura Seiichi
Kanesaki Kentarou trong vai Sanada Genichirou
Ono Kento trong vai Yanagi Renji
Nakagauchi Masataka trong vai Niou Masaharu
Baba Toru trong vai Yagyuu Hiroshi
Ookawa Genki trong vai Kirihara Akaya
Kiriyama Ren trong vai Marui Bunta
Yuuki Jutta trong vai Kuwahara Jackal
Kawahara Kazuma trong vai Kentaro Aoi
Irei Kanata trong vai Saeki Kojiro
Kato Ryosuke trong vai Kisarazu Ryoh
IRE trong vai Amane Hikaru
Shindo Gaku trong vai Kurobane Harukaze
Ikegami Shoma trong vai Itsuki Marhiko